# 검은 십자가
《검은 십자가》(영어: Black Cross)는 카지미르 말레비치의 대표적인 절대주의 유화 중 하나이며 첫 번째 버전은 1915년에 만들어졌다. 1910년대 중반부터 말레비치는 순수한 추상화를 선호하여 그의 그림에서 인물이나 표현의 흔적을 모두 지워버렸다.

## 역사
《검은 십자가》는 《검은 사각형》, 《검은 원》과 함께 말레비치의 삼부작으로 1915년 페트로그라드의 마르스 광장에서 열린 '최후의 미래주의 회화전 0,10'에서 처음 선보였다.